# Jimmy Mullen
Jimmy Mullen est un footballeur anglais, né le 6 janvier 1923 à Newcastle upon Tyne et mort le 23 octobre 1987 à Wolverhampton.

## Biographie
En tant qu’attaquant, il fut international anglais à douze reprises (1942-1954) pour six buts.
Sa première sélection fut honorée le 24 octobre 1942, au Molineux Stadium, à Wolverhampton, c’est-à-dire dans le stade de son club, contre le Pays de Galles, match se soldant par la défaite de l’Angleterre (1-2).
Alors qu’il jouait au Wolverhampton Wanderers Football Club depuis 1937, il dut laisser de côté le football pour les armes en 1942, dans le cadre de la Seconde Guerre mondiale.
Il participa à la Coupe du monde de football de 1950, au Brésil. Il fut titulaire contre le Chili, de même contre les États-Unis, mais ne joua pas contre l’Espagne. Il ne marqua aucun but au cours de cette compétition et l’Angleterre fut éliminée dès le premier tour.
Il participa à la Coupe du monde de football de 1954, en Suisse. Il ne joue pas contre la Belgique, mais il fut titulaire contre la Suisse, inscrivant un but à la 43e minute, match qui se solda par une victoire anglaise (2-0). Il ne joua pas le match des quarts de finale, contre l’Uruguay, match perdu 4 buts à 2 par les Anglais. L’Angleterre ne dépassa pas les quarts de finale.
Avec le Wolverhampton Wanderers Football Club, il joua 634 matchs et marqua 139 buts. Il remporta 2 coupes d’Angleterre et 4 Community Shield. Il fut également 5 fois vice-champion de première division anglaise.

## Clubs
- 1937-1960 : Wolverhampton Wanderers Football Club

## Palmarès
- Championnat d'Angleterre de football
  - Vice-champion en 1938, en 1939, en 1950, en 1955 et en 1960
- FA Cup
  - Vainqueur en 1949 et en 1960
  - Finaliste en 1939
- Community Shield
  - Vainqueur en 1949 (titre partagé), en 1954 (titre partagé), en 1959 et en 1960 (titre partagé)
  - Finaliste en 1958